# یاکو (مجارستان)
یاکو (به مجاری:  Jákó) یک منطقهٔ مسکونی در مجارستان است که در ناحیه کاپوشوار واقع شده‌است. یاکو ۱۶٫۶۹ کیلومتر مربع مساحت و ۶۲۸ نفر جمعیت دارد.